# SN 2005ei
SN 2005ei – supernowa typu Ia odkryta 9 września 2005 roku w galaktyce A215647+0019. W momencie odkrycia miała maksymalną jasność 19,90m.